# 30 Rock
30 Rock is een met verscheidene Emmy Awards bekroonde Amerikaanse sitcom van de zender NBC. De serie ging op 1 oktober 2006 van start in de Verenigde Staten, en inmiddels zijn er zes seizoenen uitgezonden. In België wordt de serie door Eén uitgezonden, en in Nederland door Comedy Central. 30 Rock richt zich op de belevenissen achter de schermen van de fictieve sketchshow TGS With Tracy Jordan (voorheen The Girlie Show). Het speelt zich grotendeels af in het Comcast Building op het Rockefeller Center in Manhattan, New York. De naam van de serie, 30 Rock, is ontleend aan de bijnaam van dit gebouw, wat een afkorting is voor het adres 30 Rockefeller Center.
De hoofdrol, Liz Lemon wordt vertolkt door Tina Fey, die tevens bedenkster en uitvoerend producent is. Liz is hoofdschrijver van TGS With Tracy Jordan en tracht constant succes op professioneel en persoonlijk vlak te bereiken. Fey won voor haar rol in 2008 de Emmy Award voor Beste actrice in een komische serie Andere rollen worden vertolkt door Tracy Morgan, Jane Krakowski, Jack McBrayer, Scott Adsit, Judah Friedlander en Alec Baldwin. Ook kende de serie door de jaren heen diverse prominente gastacteurs, waaronder Oprah Winfrey, Al Gore, Jerry Seinfeld, Paul McCartney en Kim Kardashian.
De sitcom maakt gebruik van de single camera opnametechniek, en een lachband ontbreekt. 30 Rock maakt veelvuldig gebruik van korte flashbacks, die vaak dienen als komische noot. Daarnaast experimenteerde de serie meermalen met alternatieve opnamevormen, waaronder twee afleveringen die live werden uitgezonden.
30 Rock is bedacht voor Tina Fey, en losjes gebaseerd op haar ervaringen als hoofdschrijver bij de sketchshow Saturday Night Live. Hoewel de nadruk in de serie aanvankelijk lag op het reilen en zeilen achter de schermen van de fictieve sketchshow, richtte latere seizoenen zich meer op de onderlinge relaties tussen de personages. De sitcom is al sinds zij begon kritisch zeer geprezen: zo won zij voor haar eerste drie seizoenen de Emmy Award voor Beste Komische serie in 2007, 2008 en 2009 en werd zij daarvoor genomineerd is al haar overige seizoenen. De serie kreeg wereldwijd veel aandacht nadat voorvrouw Tina Fey in de zomer van 2008 in Saturday Night Live meerdere malen een populaire imitatie vertolkte van Sarah Palin, de running mate van de Republikein John McCain tijdens de Amerikaanse presidentsverkiezingen van 2008. Fey stelde hierover later dat de populariteit van deze sketches, 30 Rock mogelijk kijkers gekost heeft.
30 Rock werd op 11 mei 2012 door NBC vernieuwd voor een zevende en laatste seizoen van 13 afleveringen, waarvan de eerste werd uitgezonden op 4 oktober 2012.

## Acteurs en personages

### Vaste cast

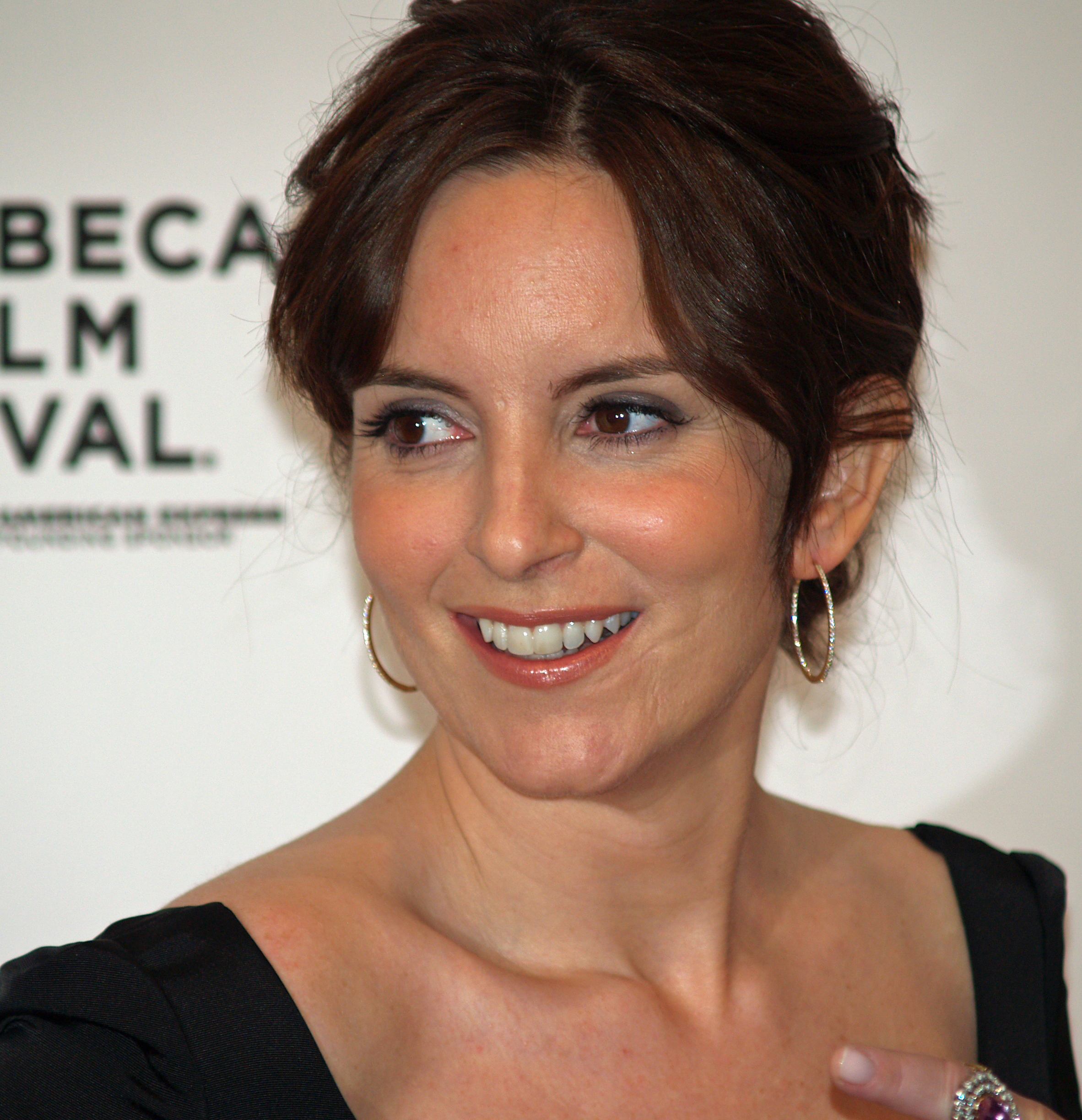
Tina Fey (Liz Lemon)

- Tina Fey als Liz Lemon (sinds seizoen 1): De bedenkster en hoofdschrijfster van TGS with Tracy Jordan. Liz is een alleenstaande dertiger die woont in Manhattan. Hoewel succesvol in haar werk, blijft ze hopeloos op zoek naar de liefde.
- Alec Baldwin als Jack Donaghy (sinds seizoen 1): De vicepresident van GE (later KableTown). Hij en Liz hebben aanvankelijk een koele relatie, maar worden ze later hechte vrienden en maakt hij Liz zijn leerlinge.
- Tracy Morgan als Tracy Jordan (sinds seizoen 1): Een voormalig filmster en acteur in de show TGS. Tracy heeft geestelijke gezondheidsproblemen en houdt van feesten. Hij vertoont veel onvoorspelbaar gedrag en heeft altijd een vaste entourage om zich heen.
- Jack McBrayer als Kenneth Parcell (sinds seizoen 1): De optimistische en goedgelovige loopjongen bij TGS. Kenneth is een plattelandsjongen wiens droom waarkomt als hij voor de televisie mag werken. Hij houdt er bizarre geloofsovertuigingen op na, en een running gag is dat vaak gesuggereerd dat hij een onsterfelijk wezen of engel is.
- Jane Krakowski als Jenna Maroney (sinds seizoen 1): Een van de hoofdactrices van TGS. Jenna is altijd op zoek naar aandacht en goedkeuring. Hoewel ze erg ijdel en neurotisch is, zijn zij en Liz al vijftien jaar lang beste vriendinnen. Jenna wordt getypeerd door haar ruig seksueel verleden en haar geveinsd Brits accent.
- Scott Adsit als Pete Hornberger (sinds seizoen 1): De kalende producent van TGS. Pete is de vader van een handvol kinderen en heeft een ongelukkige thuissituatie. Hij biedt vaak een luisterend oor voor Liz.Alec Baldwin (Jack Donaghy)

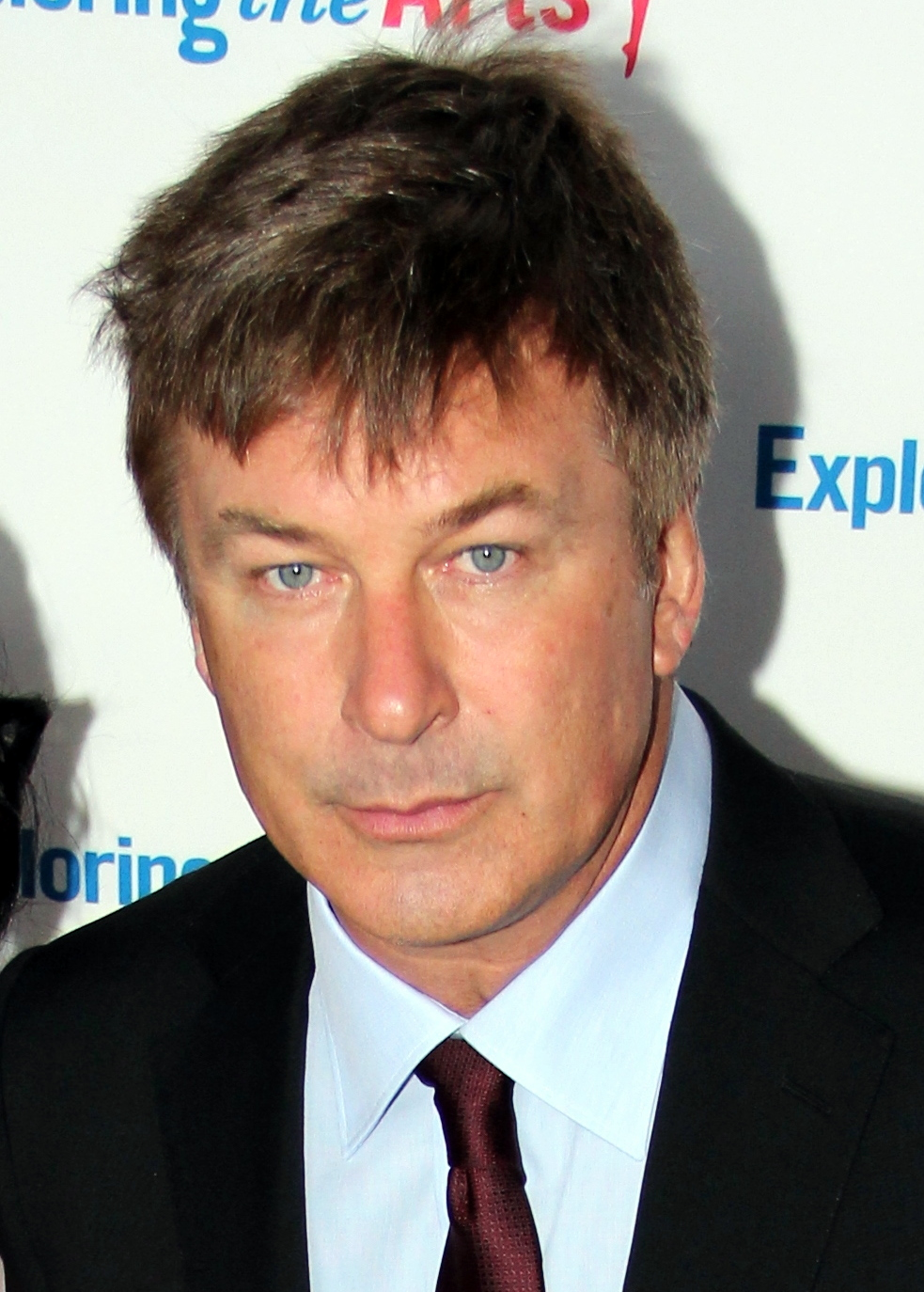
Alec Baldwin (Jack Donaghy)

- Judah Friedlander als Frank Rossitano (sinds seizoen 1): Een van de schrijvers van TGS. Frank wordt getypeerd door zijn lange haar, een baard en een grote bril. Ook draagt hij elke dag een andere honkbalpet met een tekst erop; veelal absurde of schunnige uitspraken.
- Katrina Bowden als Cerie Xerox (sinds seizoen 3, gast in seizoen 1-2): De dommige maar mooie assistente van Liz. Haar kleding is vaak een afleiding voor de schrijvers van de show. Cerie toont bij vlagen tekenen van een grote intelligentie.
- Keith Powell (sinds seizoen 3; gast in seizoen 1-2): Een Afro-Amerikaanse schrijver aan TGS. Hij is trots op het feit dat hij gestudeerd heeft aan de Harvard-universiteit, en laat zich tot ergernis van anderen graag voorstaan op zijn intellect.
- Lonny Ross (seizoen 3-4; gast in seizoen 1-2): Een jonge maar onnozele acteur in TGS, die ook als schrijver voor het programma werkt. Hij neemt ontslag in seizoen 4.
- Kevin Brown als Dot Com (sinds seizoen 3; gast in seizoen 1-2): Een lid van de entourage van Tracy. Hij is een getrainde acteur en intellectueel, maar dit wordt door niemand opgemerkt.
- Grizz Chapman als Grizz (sinds seizoen 3; gast in seizoen 1-2): Een lid van de entourage van Tracy. Er is meermalen gesuggereerd dat hij en Liz een romantisch verleden hebben.
- Maulik Pancholy als Jonathan (sinds seizoen 3; gast in seizoen 1-2): De toegewijde assistente van Jack. De suggestie wordt gewekt dat Jonathan verliefd is op Jack.
- John Lutz als J. D. Lutz (sinds seizoen 4; gast in seizoen 1-3): Een schrijver van het programma, die vaak het slachtoffer is van de grappen van anderen.

## Synopsis

### Seizoen 1 (2006-2007)

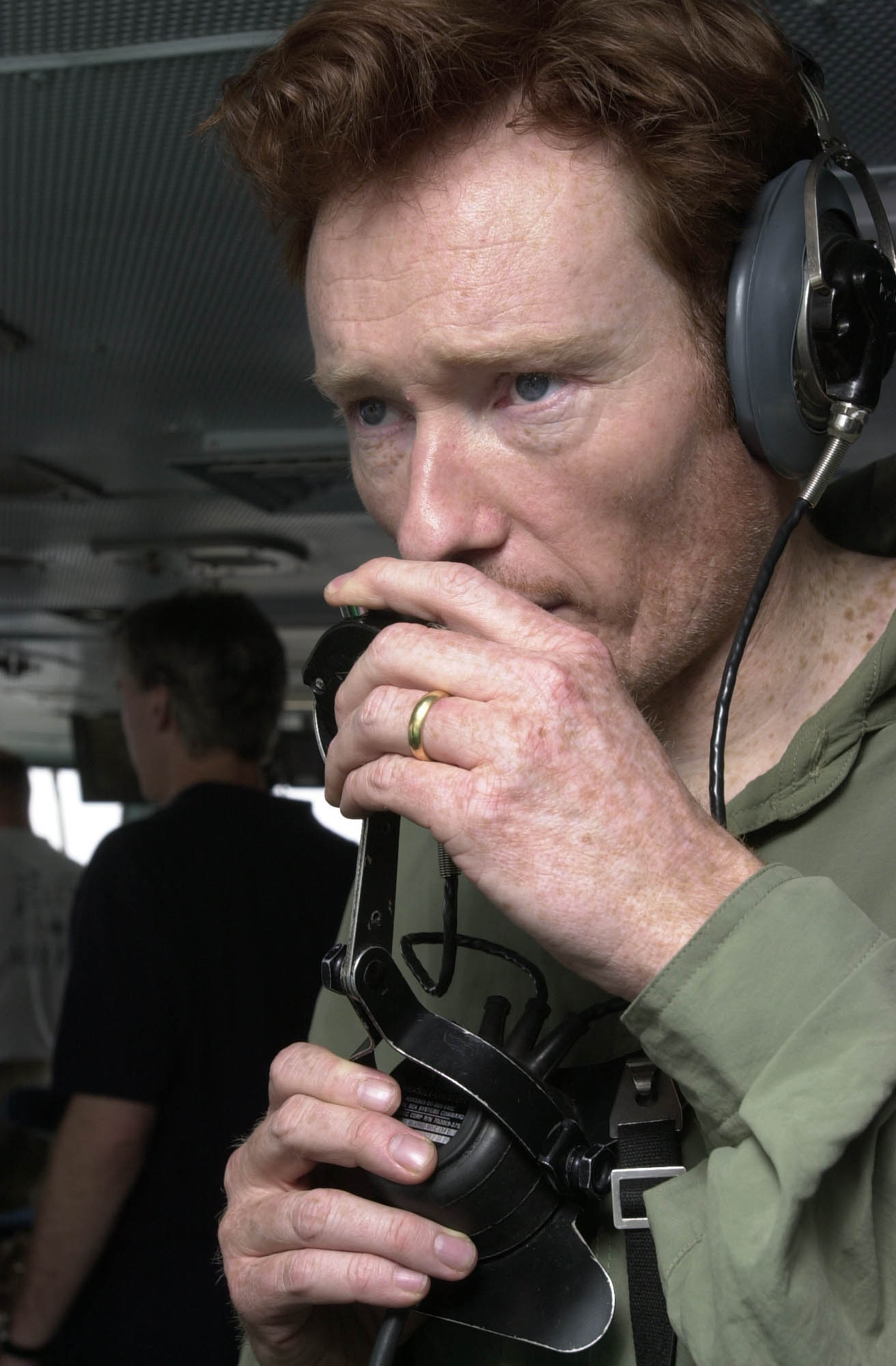
Conan O'Brien maakte in het eerste seizoen eenmalig zijn opwachting, en speelde daarbij zichzelf.

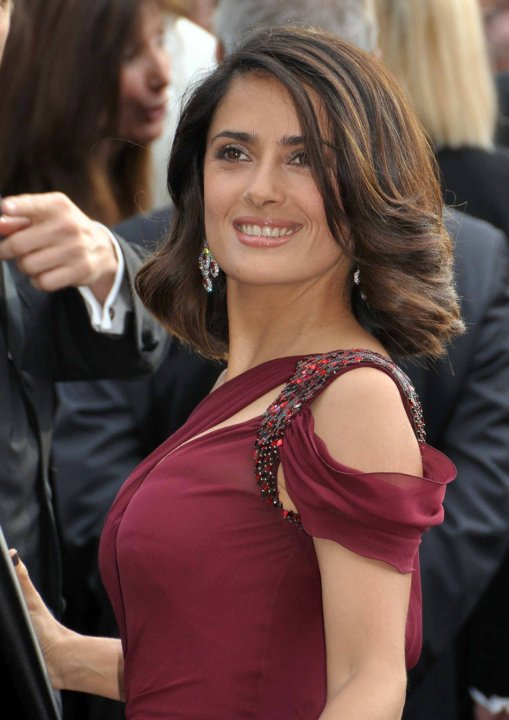
Salma Hayek (Elisa Pedrera) maakte haar opwachting in zes afleveringen van het derde seizoen.

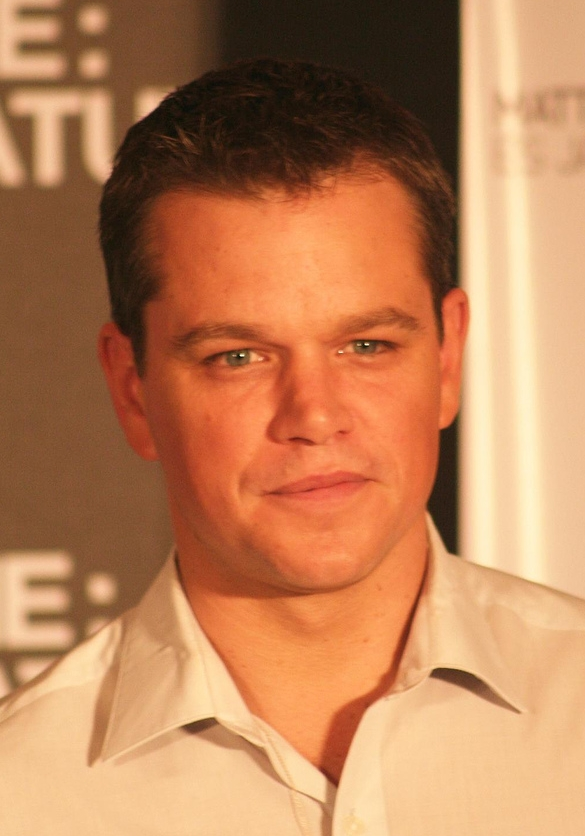
Matt Damon (Carol Burnett) speelde in vier afleveringen in het vierde en vijfde seizoen.

Wanneer 30 Rock begint, is Liz Lemon (Fey) de hoofdschrijfster van de fictieve sketchshow The Girlie Show in het Comcast Building op het Rockefeller Center in Manhattan, New York. Liz is dertiger en alleenstaand, en laat haar werk haar leven beheersen. De sterren van de show zijn de dramatische Jenna Maroney (Krakowski), en ietwat domme Josh Girard (Ross). De vertrouweling van Liz is Pete Hornburger (Adsit), de producent van het programma.
Op een dag blijkt dat Liz’ baas is overleden. Zijn vervanger is zakenman Jack Donaghy (Baldwin), een liefhebben van het grootkapitaal. Jack, vicepresident van GE, dwingt Liz om een nieuwe acteur te overwegen; Tracy Jordan (Morgan), een komiek van geestelijke gezondheidsproblemen. Ook wordt Pete door Jack ontslagen. Liz besluit uiteindelijk om Tracy aan te nemen, op voorwaarde dat Pete opnieuw wordt aangenomen. De naam van het programma wordt gewijzigd in TGS With Tracy Jordan. Andere rollen zijn schrijvers van de TGS Frank Rossitano (Friedlander) en James “Toofer” Spurlock (Powell), loopjongen Kenneth Parcell (McBrayer), Liz’ assistente Cerie Xerox (Bowden) en Jacks assistant Jonathan (Pancholy).
In het eerste seizoen worden de meeste relaties tussen de hoofdpersonages opgebouwd. Zo worden Liz en Jack na verloop van tijd, ondanks hun verschil in opvattingen, hechte vrienden en vertrouwelingen. Tracy en de leden van zijn entourage, Dot Com (Brown) en Grizz Chapman (Chapman) ontwikkelen een vriendschap met loopjongen Kenneth. Jenna heeft moeite met de komst van een nieuwe ster in de TGS, maar vindt aandacht in haar nieuwe film, The Rural Juror. Liz heeft korte tijd een relatie met semafoonverkoper Dennis Duffy (Winters), maar raakt ervan overtuigd dat hij niet de juiste voor haar is. Daarna krijgt ze een relatie met advocaat Floyd DeBarber (Sudeikis); deze relatie eindigt wanneer Floyd naar Cleveland, Ohio verhuist. Jack vraagt, uit jaloezie, zijn vriendin Phoebe (Mortimer) ten huwelijk. Deze relatie loopt op de klippen wanneer Jack een hartaanval krijgt en aan het licht komt dat hij geen gevoelens heeft voor Phoebe. Tracy moet vluchten en onderduiken, omdat hij denk achterna gezeten te worden door de Black Crusaders, een elitegroep van machtige Afro-Amerikanen.

### Seizoen 2 (2007-2008)
Het tweede seizoen van 30 Rock zou oorspronkelijk uit 22 afleveringen bestaan. Door de Schrijversstaking van 2007-2008 werd de productie gestaakt na tien afleveringen. De eerste tien afleveringen van het tweede seizoenwerden uitgezonden tot 20 januari 2008. Uiteindelijk zijn nog vijf afleveringen geproduceerd en uitgezonden, resulterend in een totaal van 15 afleveringen.
In het tweede seizoen lijdt Jenna tijdelijk aan obesitas, nadat ze vele stukken pizza heeft moeten eten voor haar rol in de musicaluitvoering van Mystic Pizza. Tracy ondervindt huwelijksproblemen met zijn vrouw, Angie Jordan (Shepherd). Jack heeft korte tijd een relatie met Democratisch congreslid C. C. Cunningham (Falco), maar moet deze relatie verbreken om de grote afstand tussen hun woonplaats en hun idealen. Jack strijdt om een baan als president van GE, waarbij zijn grootste vijand de verborgen homoseksuele Devon Banks (Arnett) is. Hij neemt Liz tot zijn leerlinge en opvolgster. Wanneer Jack geen uitzicht heeft op zijn droombaan, neemt hij tijdelijk ontslag en gaat hij werken voor de regering in Washington D.C..

### Seizoen 3 (2008-2009)
Jack keert terug van zijn baan in Washington D.C. Liz zet de raderen in gang om een kind te adopteren, maar merkt dat er door haar hectische levensstijl veel hobbels op de weg liggen. Jack ontwikkelt een relatie met Elisa Pedrara (Hayek), de verpleegster van zijn moeder Colleen (Stritch), maar de twee gaan uit elkaar wanneer blijkt dat Elise haar vorige echtgenoot heeft vermoord. Liz heeft een relatie met Dr. Drew Baird (Hamm), een knappe maar incompetente buurman. Hun relatie loopt ten einde wanneer Drew niet wil toegeven dat hij een voorkeursbehandeling krijgt om zijn uiterlijk. Jenna vervult de rol van Janis Joplin in een ongeautoriseerde biopic over haar leven. Tracy ontdekt dat hij een buitenechtelijke zoon heeft; de man blijkt niet daadwerkelijk zijn zoon te zijn, maar Tracy blijft desalniettemin zijn vaderrol vervullen.

### Seizoen 4 (2009-2010)
De eerste helft van het vierde seizoen richt zich op de zoektocht naar een nieuwe ster voor de show; een eis van Jack om de kijkcijfers te verbeteren. Jenna en Tracy ervaren jaloezie door de komst van Danny Baker (Jackson). Liz begint een kortstondig avontuur in de vorm van een eigen talkshow met relatieadvies, genaamd Dealbreaker, na het eerdere succes van haar gelijknamige boek. Jenna krijgt een relatie met Paul Lestname (Forte); een travestiet die Jenna imiteert in een bar als zijn beroep. Liz raakt ongewild verstrikt in een relatie met Wesley Snipes (Sheen), die ze door toeval steeds blijft tegenkomen. De tweede helft van het seizoen draait om de twee relaties die Jack gelijktijdig onderhoudt met Nancy Donavan (Moore), een jeugdvriendin uit Boston, en met Avery Jessup (Banks), een gehaaide journaliste uit de grote stad. Zijn keuze voor de ware wordt definitief wanneer blijkt dat Avery zwanger van hun kind is. Kenneth verprutst doelbewust zijn werk om onder een ongewenste promotie uit te komen, maar wordt als gevolg daarvan ontslagen. Liz ontmoet een charmante piloot, Carol Burnett (Damon) in wie ze de ware ziet.

### Seizoen 5 (2010-2011)
Tracy en Angie verwelkomen een dochter, Virginia. In de tussentijd is NBC verkocht aan een nieuw moederbedrijf, KableTown (naar analogie van een werkelijke situatie, waarbij NBC in 2011 voor een meerderheid werd overgenomen door Comcast). Jack heeft moeite met de overgang naar een nieuwe bedrijfscultuur en zijn afscheid van GE. Kenneth probeert zijn baan als loopjongen terug te krijgen, en slaagt hier uiteindelijk in met de hulp van Jenna. Tracy stelt zich als doel een EGOT-winnaar te worden (een Emmy, Grammy, Oscar en Tony te winnen). Wanneer hij hierin slaagt, wordt de sociale druk van het zijn van een gerespecteerd acteur hem te veel. Hij zegt te vertrekken naar Afrika, maar duikt in werkelijkheid onder in New York. Dit is gedaan om het ziekteverlof van de acteur Morgan op te vallen, die een niertransplantatie als gevolg van diabetes moest ondergaan. Jack en Avery worden ouders van een dochter, Liddy. Liz en Carol gaan uiteindelijk uit elkaar, omdat ze te veel op elkaar lijken en dit te veel met elkaar botst.
In de honderdste aflevering (uitgezonden uit 11 april 2011), dreigt de baas van KableTown, Hank Hooper (Howard) om TGS definitief op te doeken. Tracy weigert terug aan het werk te gaan, terwijl Jack het gevoel krijgt dat Liz hem heeft achtergehouden in zijn carrière. Het voortbestaan van de sketchshow wordt uiteindelijk gered. Liz probeert haar leven tevergeefs een positieve draai geven door aan haar appartement te werken. Jack krijgt te horen dat Avery is ontvoerd door het regime van Kim Jong-il terwijl ze spionagewerk uitvoerde in Noord-Korea.
In het vijfde seizoen werd op 14 oktober 2010 een aflevering van 30 Rock live uitgezonden. Deze aflevering werd twee maal opgevoerd, enkele uren uit elkaar, om het verschil in tijdzones in de Verenigde Staten op te vangen. Ook werd op 17 maart 2011 een aflevering uitgezonden die volledig in de stijl van The Real Housewives was opgenomen, en het genre reality-tv parodieerde. Dit was een aflevering van de fictieve reality show van Angie Jordan, Queen of Jordan genaamd.

### Seizoen 6 (2012)
Liz keert als herboren en positief persoon terug naar de show. Dit blijkt het gevolg te zijn van haar relatie met Criss Chross (Marsden), die ze probeert verborgen te houden voor Jack. Tracy doet een reeks controversiële uitspraken over homoseksuelen (naar analogie van een soortgelijke situatie met de acteur die hem vertolkt), die veel stof doen opwaaien. Kenneth probeert hoger op te klimmen in zijn carrière, en belandt met behulp van Jack op de afdeling Standards and Practice. Hij offert zijn baan op om TGS te redden, en eindigt als conciërge. Kenneth wordt vervangen door Hazel Wassername (Schaal), die geobsedeerd raakt door Liz en alles doet om beroemd te worden. Jenna en Paul zijn bang voor de sleur waarin ze geraken, en besluiten een tijdje uit elkaar te gaan en seksueel met anderen te experimenteren, om erachter te komen of ze daarna nog naar elkaar verlangen. Uiteindelijk vinden ze elkaar weer. Jack doet er alles aan om Avery terug te krijgen uit Noord-Korea, waaronder hulp zoeken van de VN en het maken van een televisiefilm over het verhaal van Avery. Hij krijgt gevoelens voor Avery’s moeder Diana Jessup (Steenburgen), en de twee delen een kus. Avery keert uiteindelijk terug, maar Jack en Avery zijn te ver uit elkaar gegroeid en besluiten te scheiden. In de tussentijd besluiten Liz en Criss om een kind te nemen.
In dit seizoen werd nogmaals een live-aflevering uitgezonden, wederom met twee versies, en stond nogmaals een aflevering in het teken van de fictieve realityserie Queen of Jordan.

### Seizoen 7 (2012-2013)
30 Rock is op 11 mei 2012 door NBC vernieuwd voor een zevende en laatste seizoen, dat zal bestaan uit 13 afleveringen en zal debuteren op 4 oktober 2012.

## Uitzendingen

### Afleveringen
| Seizoen | Afleveringen | Uitgezonden       | Uitgezonden     | DVD-uitgave       | DVD-uitgave      | DVD-uitgave      |
| Seizoen | Afleveringen | Van               | Tot             | DVD Regio 1       | DVD Regio 2      | DVD Regio 4      |
| ------- | ------------ | ----------------- | --------------- | ----------------- | ---------------- | ---------------- |
| 1       | 21           | 11 oktober 2006   | 26 april 2007   | 4 september 2007  | 17 maart 2008    | 30 april 2008    |
| 2       | 15           | 4 oktober 2007    | 8 mei 2008      | 7 oktober 2008    | 25 mei 2009      | 8 januari 2009   |
| 3       | 22           | 30 oktober 2008   | 14 mei 2009     | 22 september 2009 | 5 april 2010     | 11 november 2009 |
| 4       | 22           | 15 oktober 2009   | 20 mei 2010     | 21 september 2010 | 14 februari 2011 | 3 november 2010  |
| 5       | 23           | 23 september 2010 | 5 mei 2011      | 29 november 2011  | 5 maart 2012     | 9 november 2011  |
| 6       | 22           | 12 januari 2012   | 17 mei 2012     | 11 september 2012 | 15 april 2013    | 7 november 2012  |
| 7       | 13           | 4 oktober 2012    | 31 januari 2013 | 7 mei 2013        | 5 mei 2014       | 28 november 2013 |